# NGC 4800
NGC 4800 é uma galáxia espiral (Sb) localizada na direcção da constelação de Canes Venatici. Possui uma declinação de +46° 31' 53" e uma ascensão recta de 12 horas, 54 minutos e 37,8 segundos.
A galáxia NGC 4800 foi descoberta em 1 de Abril de 1788 por William Herschel.